# Maria Teresa Coppo Gavazzi
Maria Teresa Coppo Gavazzi (ur. 26 marca 1937 w Mediolanie) – włoska polityk, samorządowiec, dziennikarka i działaczka kulturalna, od 1993 do 1994 posłanka do Parlamentu Europejskiego III kadencji.

## Życiorys
Kształciła się w zakresie komunikacji, ukończyła studia z literatury i języka francuskiego na Université Grenoble Alpes (w ramach programu dla obcokrajowców). Działała w lokalnych stowarzyszeniach filmowych i kulturalnych, m.in. w Centro Cattolico Cinematografic i Centro studi cinematografici nazionale. Od 1977 pracowała jako dziennikarka, była m.in. redaktor naczelną „Per crescere insieme” (1979–1989) i wieloletnią współpracowniczką periodyku „Rivista del cinematografo”. Należała także do regionalnego organu doradczego ds. kultury oraz lokalnej i mediolańskiej rady ds. szkolnictwa.
Zaangażowała się w działalność polityczną w ramach Chrześcijańskiej Demokracji. W latach 1985–1993 z jej ramienia zasiadała w mediolańskiej radzie miejskiej. W 1989 bez powodzenia kandydowała do Parlamentu Europejskiego, mandat uzyskała 18 maja 1993 w miejsce Roberta Formigoni. Przystąpiła go grupy Europejskiej Partii Ludowej, została członkiem m.in. Komisji ds. Petycji oraz Komisji ds. Środowiska Naturalnego, Zdrowia Publicznego i Ochrony Konsumentów. W 1991 należała do założycieli Rady Gmin i Regionów Europy (CEMR). Od 1994 wchodziła w skład Komitetu Regionów, przewodniczyła w nim włoskiej delegacji. Od 1996 do 2011 kierowała lombardzkim oddziałem AICCRE, rady gmin i regionów włoskich.